# 小町屋駅
小町屋駅（こまちやえき）は、長野県駒ヶ根市赤穂小町屋にある、東海旅客鉄道（JR東海）飯田線の駅である。

## 歴史

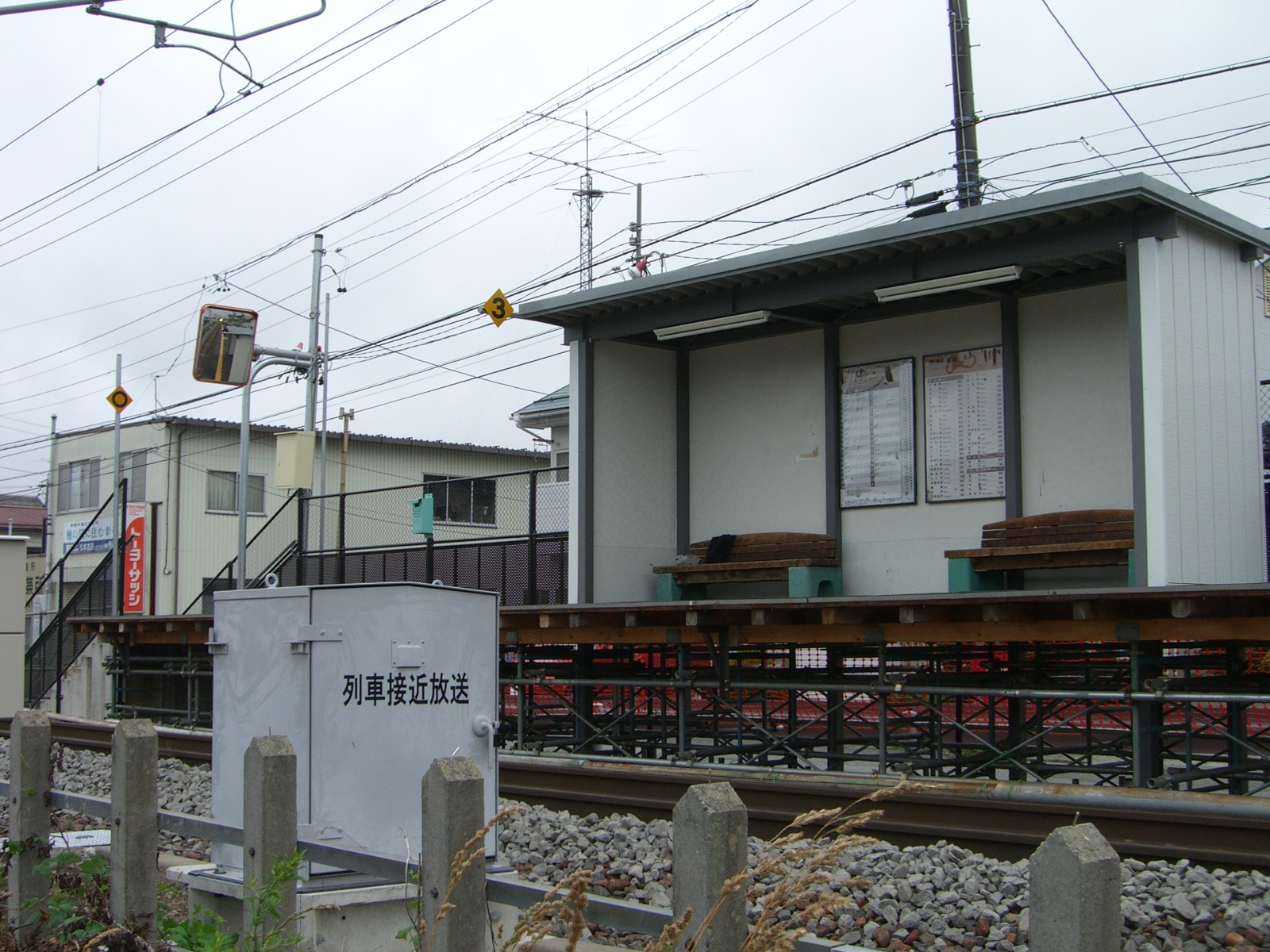
仮設ホームと待合所（2008年7月）

- 1914年（大正3年）12月26日：伊那電車軌道（1919年に伊那電気鉄道へ改称）伊那福岡 - 赤穂（現・駒ケ根）間延伸時に小町屋停留場として開設[1][2]。
- 1943年（昭和18年）8月1日：伊那電気鉄道線が飯田線の一部として国有化、鉄道省（後の日本国有鉄道）に移管[2][3]。同時に小町屋駅に昇格[2]。
  - 当時は、東海道本線浜松 - 名古屋間の各駅や飯田線の各駅、中央本線上諏訪 - 塩尻間の各駅、松本駅を発着する旅客のみ利用出来た[2]。
- 1954年（昭和29年）12月1日：東京都区内の各駅や長野駅を発着する旅客も利用可能となる[2]。
- 1971年（昭和46年）
  - 4月1日：旅客発着駅制限廃止[2]。
  - 12月1日：業務委託終了。無人駅化[4]。
- 1987年（昭和62年）4月1日：国鉄分割民営化に伴い、JR東海の駅となる[2][5]。
- 2006年（平成18年）8月：伊南バイパス工事に伴う南田市場土地区画整理事業の一環として線路東側に新ホームと待合室、駅前広場の建設に着工。
- 2008年（平成20年）
  - 1月19日：仮設ホーム使用開始。
  - 12月13日：それまで西側にあったホーム・待合室を線路東側に移転新築、使用開始[1]。
  - 12月19日：新ホームと待合室、駅前広場のオープン式典。ロータリー等駅前広場使用開始。
- 2012年（平成24年）3月17日：快速「みすず」停車開始。

## 駅構造
単式ホーム1面1線を有する地上駅。伊那市駅管理の無人駅で駅舎は無いが、ホーム上に待合所がある。2008年（平成20年）12月にホームを従来の線路西側から東側に移転した。

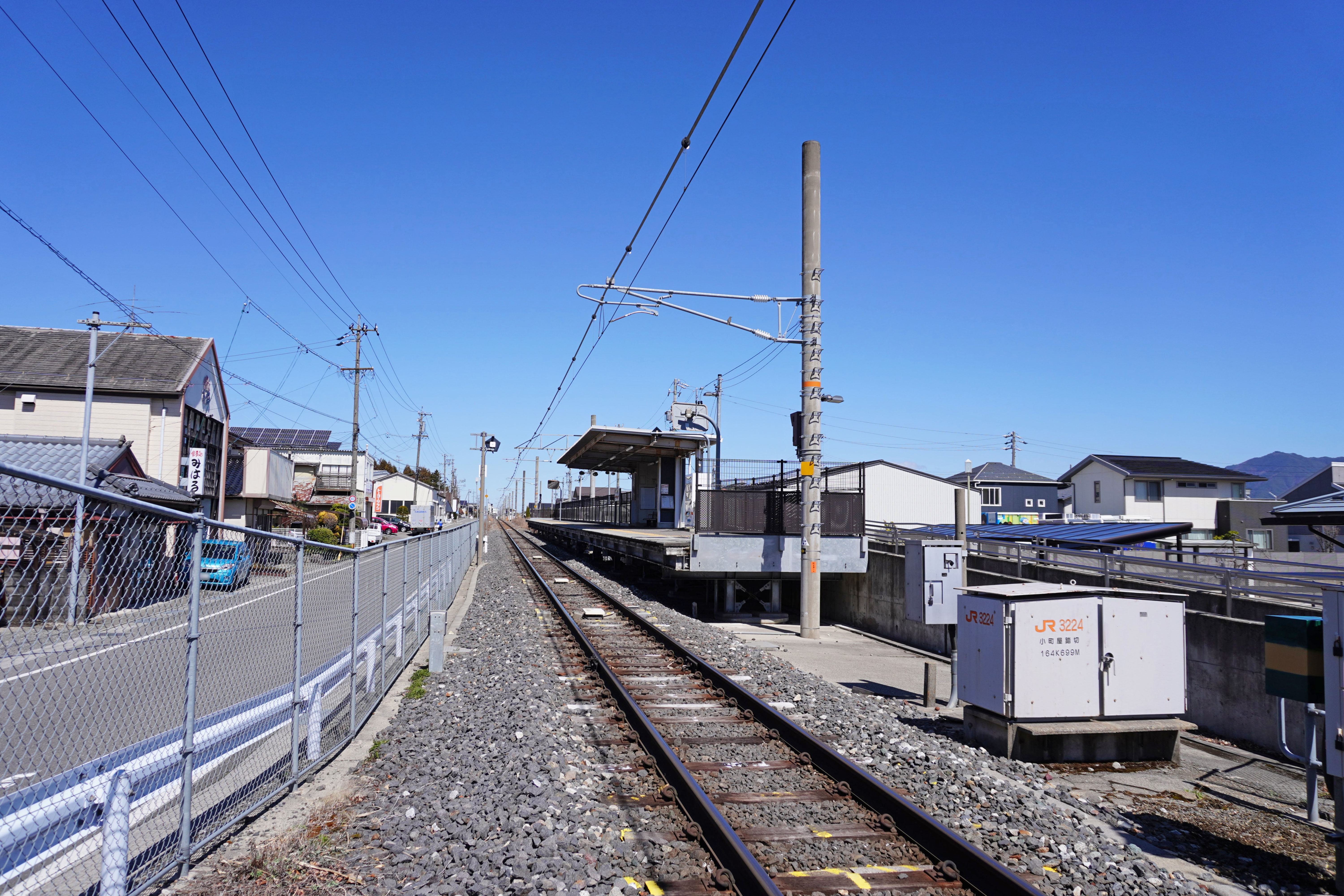
駅全景（2023年3月）

## 利用状況
- 2003年以降、市の代表駅である駒ケ根駅の乗車人員を上回っている。
- 1日平均乗車人員は以下の通り。

| 乗車人員推移 | 乗車人員推移 |
| 年度         | 1日平均人数  |
| ------------ | ------------ |
| 1997         | 799          |
| 1998         | 768          |
| 1999         | 728          |
| 2000         | 697          |
| 2001         | 665          |
| 2002         | 653          |
| 2003         | 727          |
| 2004         | 719          |
| 2005         |              |
| 2006         |              |
| 2007         | 731          |
| 2008         |              |
| 2009         | 708          |
| 2010         | 673          |
| 2011         | 650          |
| 2012         | 649          |
| 2013         | 688          |
| 2014         | 650          |
| 2015         | 647          |
| 2016         | 667          |
| 2017         | 706          |
| 2018         | 698          |

## 駅周辺

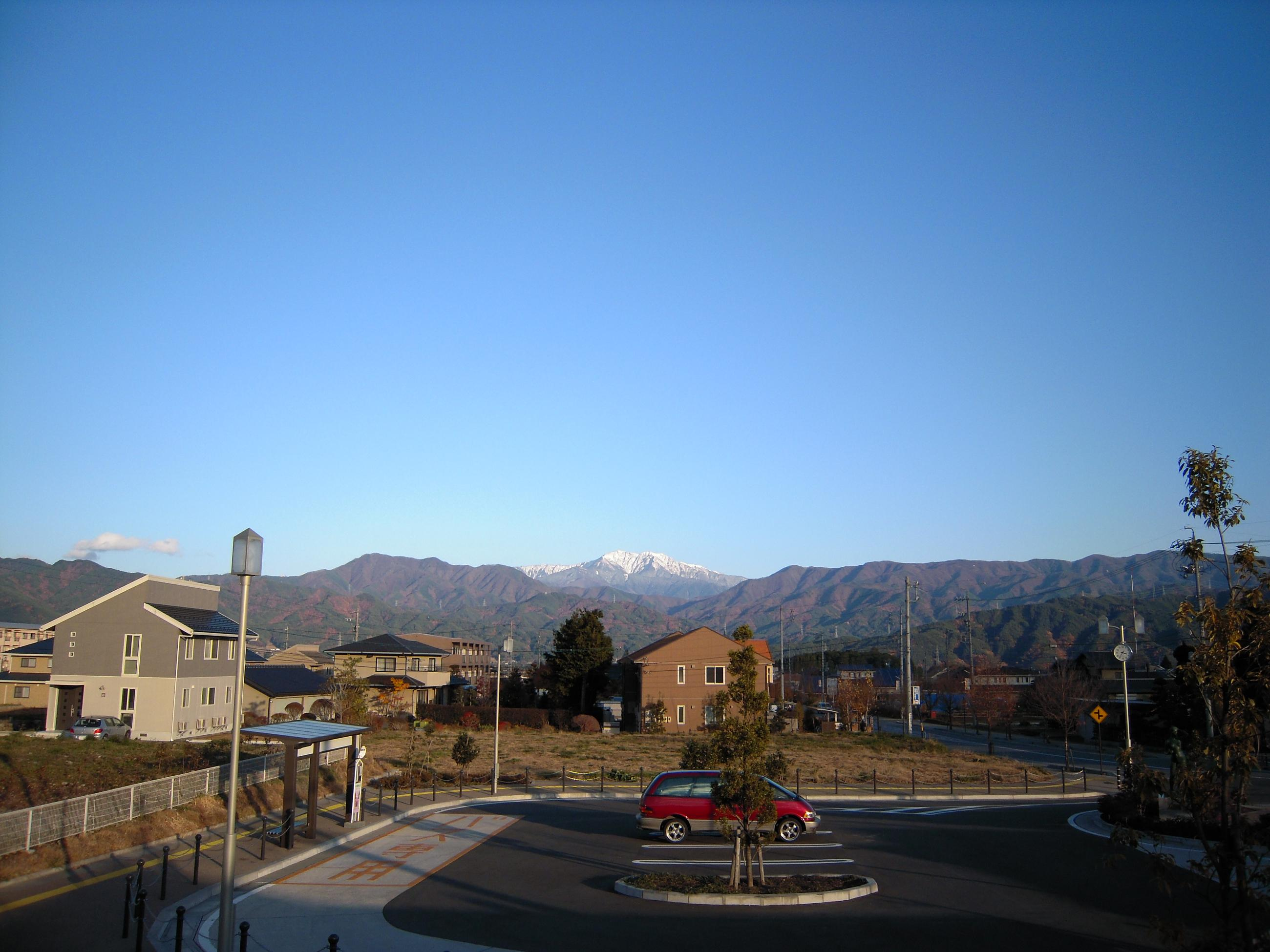
駅前広場

駒ケ根駅に連続する住宅街が広がる。国道153号・伊南バイパス沿いにはロードサイド形態の量販店が多く出店している。
- 駒ヶ根市役所[1]
- 駒ヶ根市民体育館
- 長野県赤穂高等学校 - 最寄駅として学生利用客も多く、旧ホームは通学時間帯には乗り降りに支障が出る程であったため移転拡張した[1]。
- 駒ヶ根市立赤穂小学校
- 駒ヶ根市立赤穂中学校
- 鼠川
- デリシア駒ヶ根店
- ツルヤ赤穂店

## 隣の駅
東海旅客鉄道（JR東海）
CD 飯田線
■快速「みすず」・■普通
伊那福岡駅 - 小町屋駅 - 駒ケ根駅